# Петриш
Петриш (рум. Petriş) — село в Румынии жудеца Арад. Находится в регионе Трансильвания (историческая область Кришана). Административный центр одноименной коммуны.
Село расположено на расстоянии 340 км к юго-западу от Бухареста, 83 км к востоку от Арада, 123 км к юго-западу от Клуж-Напока и 95 км к востоку от Тимишоара, в 50 км к северо — западу от Дева.
Население в 2011 году составляло 513 жителей.

## История
Первое письменной упоминание относится к 1337 году. В 1784 г. во время восстания Хории, Клошки и Кришана, мятежники осадили и подожгли помещичью усадьбу (предшественник сегодняшнего дворца).

## Достопримечательности
- Замок Шалбек XIX-го века, построенный в неоклассическом стиле (Памятник культуры Румынии)